# Patrinia gibbosa
Patrinia gibbosa är en kaprifolväxtart som beskrevs av Carl Maximowicz. Patrinia gibbosa ingår i släktet Patrinia och familjen kaprifolväxter. Inga underarter finns listade i Catalogue of Life.

## Bildgalleri

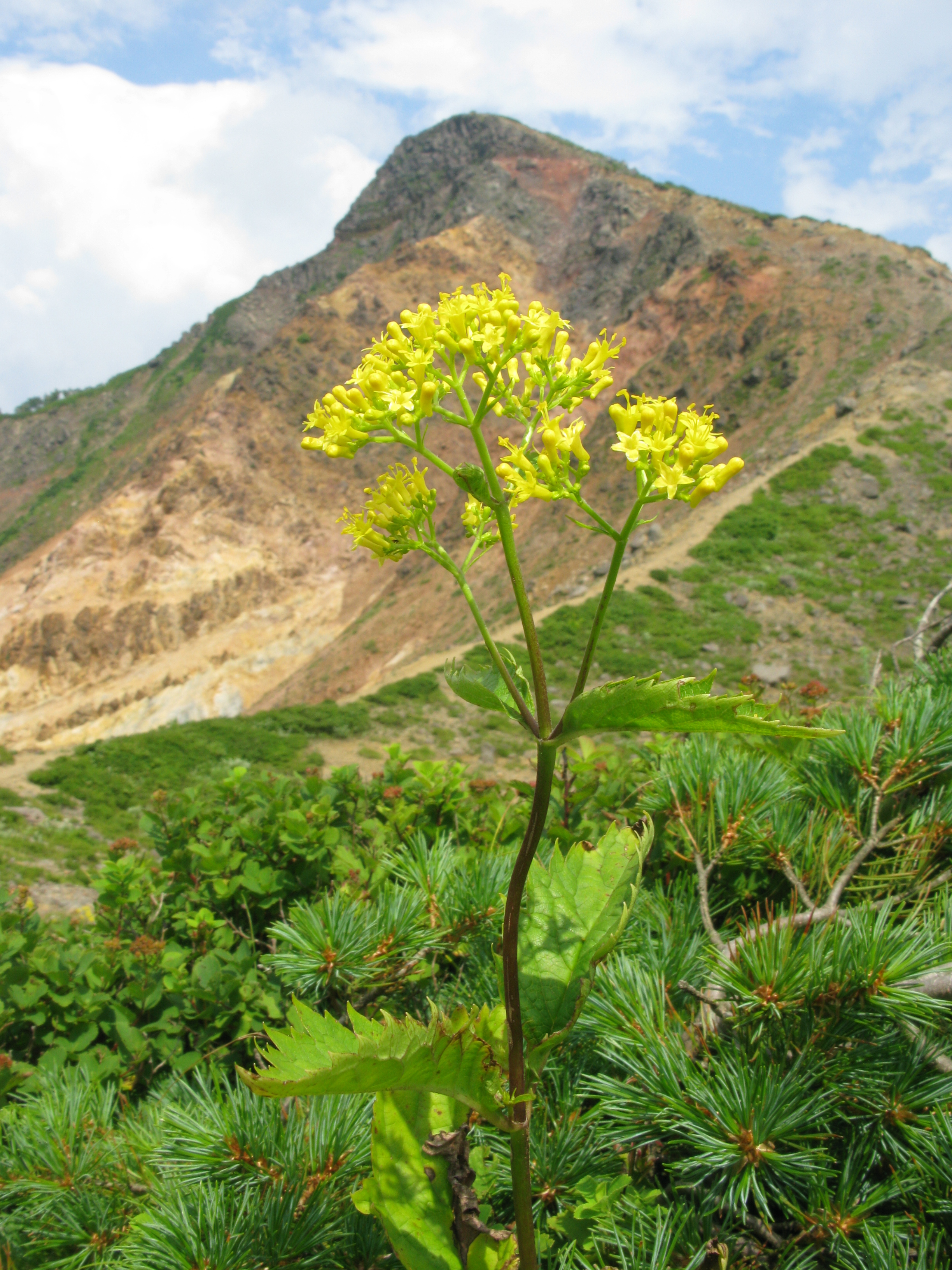
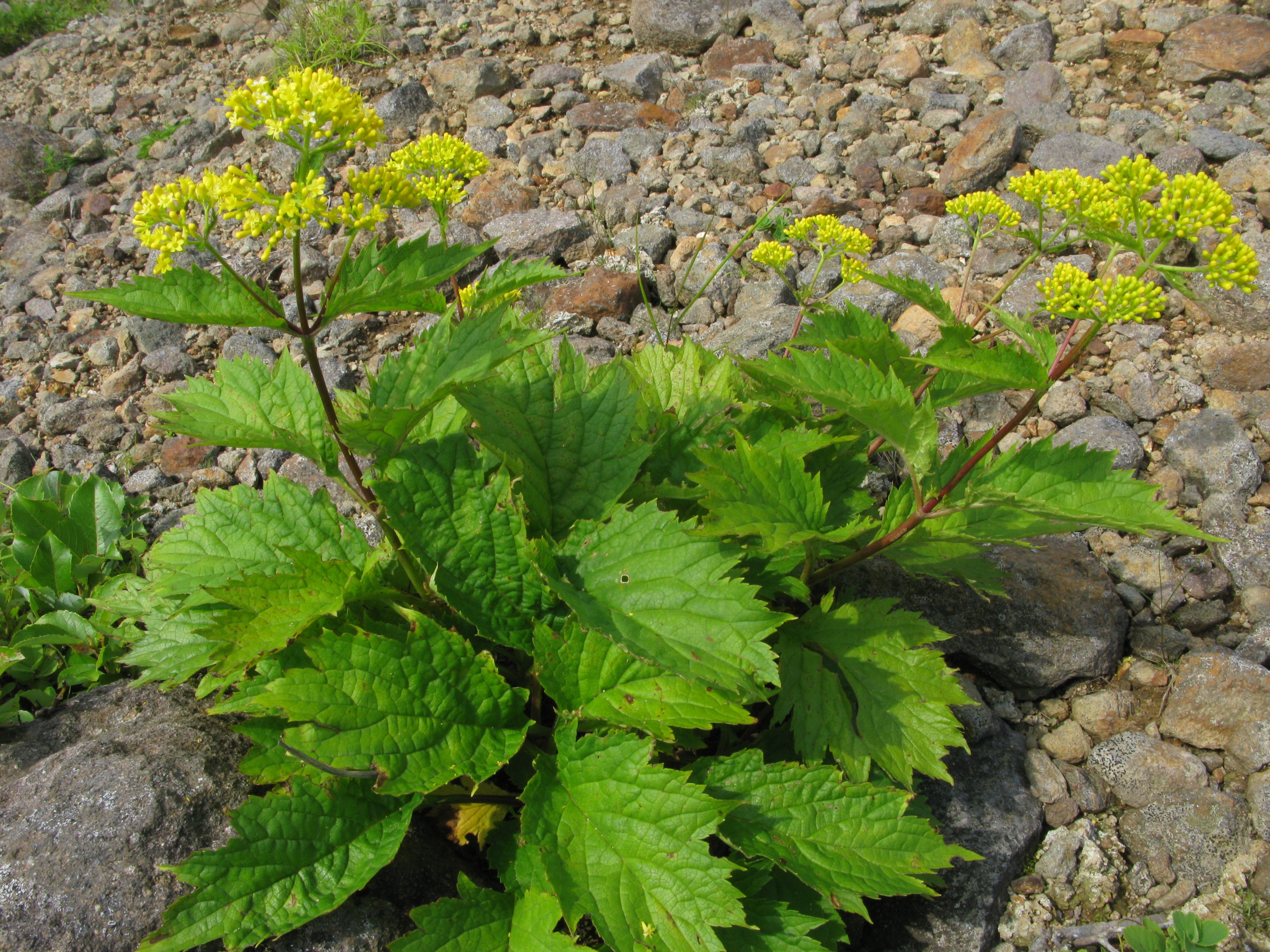